# João Martins
João Baptista Martins (Sines, 3 settembre 1927 – 18 novembre 1993) è stato un calciatore portoghese, di ruolo attaccante.

## Carriera
Fu capocannoniere del campionato portoghese nel 1954 con 31 gol in 23 presenze. Il 4 settembre 1955 segnò il primo gol nella storia della neonata Coppa dei Campioni, nel corso del match pareggiato per 3-3 dal suo Sporting contro il Partizan.

## Palmarès

### Club
- Campionato portoghese: 7

Sporting Lisbona: 1947-1948, 1948-1949, 1950-1951, 1951-1952, 1952-1953, 1953-1954, 1957-1958
- Coppa del Portogallo: 2

Sporting Lisbona: 1947-1948, 1953-1954

### Individuale
- Capocannoniere della Coppa Latina: 1

1953 (5 gol)